# Giacomo dalla Torre del Tempio di Sanguinetto
Giacomo dalla Torre del Tempio di Sanguinetto (ur. 9 grudnia 1944 w Rzymie, zm. 29 kwietnia 2020 tamże) – włoski historyk sztuki, w 2008 oraz w latach 2017–2018 tymczasowy Namiestnik Zakonu Joannitów. Od 2018 do śmierci 80. Wielki Mistrz Zakonu Maltańskiego.

## Życiorys
Wywodził się z zasłużonej rodziny z Treviso. Jego dziadek był dziennikarzem L’Osservatore Romano, jego brat Giuseppe przewodniczył watykańskiemu Trybunałowi Stanu. Ukończył studia z literaturoznawstwa i specjalizował się w archeologii chrześcijańskiej i historii sztuki, które później wykładał na Uniwersytecie La Sapienza; pracował też na Papieskim Uniwersytecie Urbaniana.
Do zakonu przystąpił w 1985, w 1993 złożył śluby wieczyste. Od 1994 do 1999 był przeorem w Lombardii i Veneto, wybrano go następnie w skład Suwerennej Rady. Od 2004 do 2009 był Wielkim Komturem w zakonie. W 2008 po śmierci Wielkiego Mistrza Andrew Bertiego przez miesiąc pełnił jego obowiązki. Od 2009 był wielkim przeorem w Rzymie.
2 maja 2018 został wybrany na Wielkiego Mistrza Zakonu Maltańskiego; dzień później został zaprzysiężony stając się 80. Wielkim Mistrzem Zakonu Maltańskiego.

## Odznaczenia
- Krzyż Wielkiego Mistrza Zakonu Kawalerów Maltańskich
- Krzyż Wielki Orderu Pro Merito Melitensi[7]
- Krzyż Wielki Orderu Zasługi Republiki Włoskiej (2006)[8]
- Krzyż Wielki Konstantyńskiego Orderu św. Jerzego (1996)[9]
- Krzyż Wielki Orderu Daniły I (2006)